# Distrito congresional at-large de Wyoming
El Distrito Congresional At-large es un distrito congresional que elige a un Representante para la Cámara de Representantes de los Estados Unidos por el estado de Wyoming. El distrito congresional abarca a todo el estado de Wyoming. Según la Oficina del Censo, en 2011 el distrito tenía una población de 554 697 habitantes.

## Geografía
El Distrito Congresional At-large se encuentra ubicado en las coordenadas 42°59′31″N 107°32′31″O / 42.99194, -107.54194.

## Demografía
Según la Oficina del Censo de los Estados Unidos, en 2011 había 554 697 personas residiendo en el Distrito Congresional At-large. De los 554 697 habitantes, el distrito estaba compuesto por 520 967 (93.9%) blancos; de esos, 506 661 (91.3%) eran blancos no latinos o hispanos. Además 4 309 (0.8%) eran afroamericanos o negros, 12 752 (2.3%) eran nativos de Alaska o amerindios, 3 985 (0.7%) eran asiáticos, 204 (0%) eran nativos de Hawái o isleños del Pacífico, 11 907 (2.1%) eran de otras razas y 14 879 (2.7%) pertenecían a dos o más razas. Del total de la población 46 391 (8.4%) eran hispanos o latinos de cualquier raza; 33 193 (6%) eran de ascendencia mexicana, 766 (0.1%) puertorriqueña y 251 (0%) cubana. Además del inglés, había 23 514 (4.6%) personas de más cinco años que solamente hablaba el español en casa.
El número total de hogares en el distrito era de 219 628, y el 66.1% eran familias en la cual el 28.6 tenían menores de 18 años de edad viviendo con ellos. De todas las familias viviendo en el distrito, solamente el 53.2% eran matrimonios. Del total de hogares en el distrito, el 6.3 eran parejas que no estaban casadas, mientras que el 0.3% eran parejas del mismo sexo. El promedio de personas por hogar era de 2.46. 
En 2011 los ingresos medios por hogar en el distrito congresional eran de US$56 322, y los ingresos medios por familia eran de US$79 554. Los hogares que no formaban una familia tenían unos ingresos de US$79 921. El salario promedio de tiempo completo para los hombres era de US$51 630 frente a los US$34 381 para las mujeres. La renta per cápita para el distrito era de US$27 973. Alrededor del 7.9% de la población estaban por debajo del umbral de pobreza.

## Resultados recientes de las elecciones estatales
| Año  | Cargo      | Resultado    | Resultado   | Resultado |
| Año  | Cargo      | Ganador      | Republicano | Demócrata |
| ---- | ---------- | ------------ | ----------- | --------- |
| 2000 | Presidente | George Bush  | 69%         | 28%       |
| 2004 | Presidente | George Bush  | 69%         | 29%       |
| 2008 | Presidente | John McCain  | 65%         | 33%       |
| 2012 | Presidente | Mitt Romney  | 69%         | 28%       |
| 2016 | Presidente | Donald Trump | 67%         | 22%       |
| 2020 | Presidente | Donald Trump | 70%         | 27%       |

## Historia
El distrito se creó por primera vez cuando Wyoming alcanzó la condición de estado el 10 de julio de 1890, eligiendo a un solo representante. Desde su creación, Wyoming ha conservado un distrito electoral único.

### Registro de votantes
El registro de los votantes en cada partido reconocido en Wyoming.
|  | 81.64 % |

|  | 10.67 % |

|  | 7.07 % |

|  | 0.47 % |

|  | 0.15 % |

|  | 0.01 % |

|  | 100 % |

| \| Gráfico de registro de votantes \| Gráfico de registro de votantes \| Gráfico de registro de votantes \| Gráfico de registro de votantes \| Gráfico de registro de votantes \| \| ------------------------------- \| ------------------------------- \| ------------------------------- \| ------------------------------- \| ------------------------------- \| \| \| \| \| \| \| \| Republicano \| Republicano \| \| 81.64 % \| 81.64 % \| \| Demócrata \| Demócrata \| \| 10.67 % \| 10.67 % \| \| Sin Afiliación \| Sin Afiliación \| \| 7.07 % \| 7.07 % \| \| Libertario \| Libertario \| \| 0.47 % \| 0.47 % \| \| Constitución \| Constitución \| \| 0.15 % \| 0.15 % \| \| Otros partidos \| Otros partidos \| \| 0.01 % \| 0.01 % \| |                |  |         |         |
| Gráfico de registro de votantes |                |  |         |         |
| |                |  |         |         |
| Republicano | Republicano    |  | 81.64 % | 81.64 % |
| Demócrata | Demócrata      |  | 10.67 % | 10.67 % |
| Sin Afiliación | Sin Afiliación |  | 7.07 %  | 7.07 %  |
| Libertario | Libertario     |  | 0.47 %  | 0.47 %  |
| Constitución | Constitución   |  | 0.15 %  | 0.15 %  |
| Otros partidos | Otros partidos |  | 0.01 %  | 0.01 %  |

## Lista de representantes del distrito
| Representante                             | Representante | Representante                          | Partido                     | Inicio del mandato      | Fin del mandato                                      | Elecciones                                                                            | Congreso                                     |
| ----------------------------------------- | ------------- | -------------------------------------- | --------------------------- | ----------------------- | ---------------------------------------------------- | ------------------------------------------------------------------------------------- | -------------------------------------------- |
| Distrito creado el 1 de diciembre de 1890 |               |                                        |                             |                         |                                                      |                                                                                       |                                              |
|                                           |               | Clarence D. Clark (1851-1930)          | Republicano                 | 1 de diciembre de 1890  | 3 de marzo de 1893 (2 años, 3 meses y 2 días)        | Elegido, en la misma votación, para el mandato actual y el siguiente mandato en 1890. | 51.º                                         |
| 52.º                                      |               | Clarence D. Clark (1851-1930)          | Republicano                 | 1 de diciembre de 1890  | 3 de marzo de 1893 (2 años, 3 meses y 2 días)        | Elegido, en la misma votación, para el mandato actual y el siguiente mandato en 1890. |                                              |
|                                           |               | Henry A. Coffeen (1841-1912)           | Demócrata                   | 4 de marzo de 1893      | 3 de marzo de 1895 (1 año, 11 meses y 30 días)       | Elegido en 1892                                                                       | 53.º                                         |
|                                           |               | Frank W. Mondell (1860-1939)           | Republicano                 | 4 de marzo de 1895      | 3 de marzo de 1897 (1 año, 11 meses y 30 días)       | Elegido en 1894                                                                       | 54.º                                         |
|                                           |               | John Eugene Osborne (1858-1943)        | Demócrata                   | 4 de marzo de 1897      | 3 de marzo de 1899 (1 año, 11 meses y 30 días)       | Elegido en 1896                                                                       | 55.º                                         |
|                                           |               | Frank W. Mondell (1860-1939)           | Republicano                 | 4 de marzo de 1899      | 3 de marzo de 1923 (23 años, 11 meses y 30 días)     | Elegido en 1898                                                                       | 56.º                                         |
| Reelegido en 1900                         | 57.º          | Frank W. Mondell (1860-1939)           | Republicano                 | 4 de marzo de 1899      | 3 de marzo de 1923 (23 años, 11 meses y 30 días)     |                                                                                       |                                              |
| Reelegido en 1902                         | 58.º          | Frank W. Mondell (1860-1939)           | Republicano                 | 4 de marzo de 1899      | 3 de marzo de 1923 (23 años, 11 meses y 30 días)     |                                                                                       |                                              |
| Reelegido en 1904                         | 59.º          | Frank W. Mondell (1860-1939)           | Republicano                 | 4 de marzo de 1899      | 3 de marzo de 1923 (23 años, 11 meses y 30 días)     |                                                                                       |                                              |
| Reelegido en 1906                         | 60.º          | Frank W. Mondell (1860-1939)           | Republicano                 | 4 de marzo de 1899      | 3 de marzo de 1923 (23 años, 11 meses y 30 días)     |                                                                                       |                                              |
| Reelegido en 1908                         | 61.º          | Frank W. Mondell (1860-1939)           | Republicano                 | 4 de marzo de 1899      | 3 de marzo de 1923 (23 años, 11 meses y 30 días)     |                                                                                       |                                              |
| Reelegido en 1910                         | 62.º          | Frank W. Mondell (1860-1939)           | Republicano                 | 4 de marzo de 1899      | 3 de marzo de 1923 (23 años, 11 meses y 30 días)     |                                                                                       |                                              |
| Reelegido en 1912                         | 63.º          | Frank W. Mondell (1860-1939)           | Republicano                 | 4 de marzo de 1899      | 3 de marzo de 1923 (23 años, 11 meses y 30 días)     |                                                                                       |                                              |
| Reelegido en 1914                         | 64.º          | Frank W. Mondell (1860-1939)           | Republicano                 | 4 de marzo de 1899      | 3 de marzo de 1923 (23 años, 11 meses y 30 días)     |                                                                                       |                                              |
| Reelegido en 1916                         | 65.º          | Frank W. Mondell (1860-1939)           | Republicano                 | 4 de marzo de 1899      | 3 de marzo de 1923 (23 años, 11 meses y 30 días)     |                                                                                       |                                              |
| Reelegido en 1918                         | 66.º          | Frank W. Mondell (1860-1939)           | Republicano                 | 4 de marzo de 1899      | 3 de marzo de 1923 (23 años, 11 meses y 30 días)     |                                                                                       |                                              |
| Reelegido en 1920                         | 67.º          | Frank W. Mondell (1860-1939)           | Republicano                 | 4 de marzo de 1899      | 3 de marzo de 1923 (23 años, 11 meses y 30 días)     |                                                                                       |                                              |
|                                           |               | Charles E. Winter (1870-1948)          | Republicano                 | 4 de marzo de 1923      | 3 de marzo de 1929 (5 años, 11 meses y 30 días)      | Elegido en 1922                                                                       | 68.º                                         |
| Reelegido en 1924                         | 69.º          | Charles E. Winter (1870-1948)          | Republicano                 | 4 de marzo de 1923      | 3 de marzo de 1929 (5 años, 11 meses y 30 días)      |                                                                                       |                                              |
| Reelegido en 1926                         | 70.º          | Charles E. Winter (1870-1948)          | Republicano                 | 4 de marzo de 1923      | 3 de marzo de 1929 (5 años, 11 meses y 30 días)      |                                                                                       |                                              |
|                                           |               | Vincent Carter (1891-1972)             | Republicano                 | 4 de marzo de 1929      | 3 de enero de 1935 (5 años, 9 meses y 30 días)       | Elegido en 1928                                                                       | 71.º                                         |
| Reelegido en 1930                         | 72.º          | Vincent Carter (1891-1972)             | Republicano                 | 4 de marzo de 1929      | 3 de enero de 1935 (5 años, 9 meses y 30 días)       |                                                                                       |                                              |
| Reelegido en 1932                         | 73.º          | Vincent Carter (1891-1972)             | Republicano                 | 4 de marzo de 1929      | 3 de enero de 1935 (5 años, 9 meses y 30 días)       |                                                                                       |                                              |
|                                           |               | Paul R. Greever (1891-1943)            | Demócrata                   | 3 de enero de 1935      | 3 de enero de 1939 (4 años)                          | Elegido en 1934                                                                       | 74.º                                         |
| Reelegido en 1936                         | 75.º          | Paul R. Greever (1891-1943)            | Demócrata                   | 3 de enero de 1935      | 3 de enero de 1939 (4 años)                          |                                                                                       |                                              |
|                                           |               | Frank O. Horton (1882-1948)            | Republicano                 | 3 de enero de 1939      | 3 de enero de 1941 (2 años)                          | Elegido en 1938                                                                       | 76.º                                         |
|                                           |               | John J. McIntyre (1904-1974)           | Demócrata                   | 3 de enero de 1941      | 3 de enero de 1943 (2 años)                          | Elegido en 1940                                                                       | 77.º                                         |
|                                           |               | Frank A. Barrett (1892-1962)           | Republicano                 | 3 de enero de 1943      | 31 de diciembre de 1950 (7 años, 11 meses y 28 días) | Elegido en 1942                                                                       | 78.º                                         |
| Reelegido en 1944                         | 79.º          | Frank A. Barrett (1892-1962)           | Republicano                 | 3 de enero de 1943      | 31 de diciembre de 1950 (7 años, 11 meses y 28 días) |                                                                                       |                                              |
| Reelegido en 1946                         | 80.º          | Frank A. Barrett (1892-1962)           | Republicano                 | 3 de enero de 1943      | 31 de diciembre de 1950 (7 años, 11 meses y 28 días) |                                                                                       |                                              |
| Reelegido en 1948                         | 81.º          | Frank A. Barrett (1892-1962)           | Republicano                 | 3 de enero de 1943      | 31 de diciembre de 1950 (7 años, 11 meses y 28 días) |                                                                                       |                                              |
| Vacante                                   | Vacante       | Vacante                                | Vacante                     | 31 de diciembre de 1950 | 3 de enero de 1951 (3 días)                          |                                                                                       |                                              |
|                                           |               | William Henry Harrison III (1896-1990) | Republicano                 | 3 de enero de 1951      | 3 de enero de 1955 (4 años)                          | Elegido en 1950                                                                       | 82.º                                         |
| Reelegido en 1952                         | 83.º          | William Henry Harrison III (1896-1990) | Republicano                 | 3 de enero de 1951      | 3 de enero de 1955 (4 años)                          |                                                                                       |                                              |
|                                           |               | Keith Thomson (1919-1960)              | Republicano                 | 3 de enero de 1955      | 9 de diciembre de 1960 (5 años, 11 meses y 6 días)   | Elegido en 1954                                                                       | 84.º                                         |
| Reelegido en 1956                         | 85.º          | Keith Thomson (1919-1960)              | Republicano                 | 3 de enero de 1955      | 9 de diciembre de 1960 (5 años, 11 meses y 6 días)   |                                                                                       |                                              |
| Reelegido en 1958                         | 86.º          | Keith Thomson (1919-1960)              | Republicano                 | 3 de enero de 1955      | 9 de diciembre de 1960 (5 años, 11 meses y 6 días)   |                                                                                       |                                              |
| Vacante                                   | Vacante       | Vacante                                | Vacante                     | 9 de diciembre de 1960  | 3 de enero de 1961 (25 días)                         |                                                                                       |                                              |
|                                           |               | William Henry Harrison III (1896-1990) | Republicano                 | 3 de enero de 1961      | 3 de enero de 1965 (4 años)                          | Elegido en 1960                                                                       | 87.º                                         |
| Reelegido en 1962                         | 88.º          | William Henry Harrison III (1896-1990) | Republicano                 | 3 de enero de 1961      | 3 de enero de 1965 (4 años)                          |                                                                                       |                                              |
|                                           |               | Teno Roncalio (1916-2003)              | Demócrata                   | 3 de enero de 1965      | 3 de enero de 1967 (2 años)                          | Elegido en 1964                                                                       | 89.º                                         |
|                                           |               | William Henry Harrison III (1896-1990) | Republicano                 | 3 de enero de 1967      | 3 de enero de 1969 (2 años)                          | Elegido en 1966                                                                       | 90.º                                         |
|                                           |               | John S. Wold (1916-2017)               | Republicano                 | 3 de enero de 1969      | 3 de enero de 1971 (2 años)                          | Elegido en 1968                                                                       | 91.º                                         |
|                                           |               | Teno Roncalio (1916-2003)              | Demócrata                   | 3 de enero de 1971      | 30 de diciembre de 1978 (7 años, 11 meses y 27 días) | Elegido en 1970                                                                       | 92.º                                         |
| Reelegido en 1972                         | 93.º          | Teno Roncalio (1916-2003)              | Demócrata                   | 3 de enero de 1971      | 30 de diciembre de 1978 (7 años, 11 meses y 27 días) |                                                                                       |                                              |
| Reelegido en 1974                         | 94.º          | Teno Roncalio (1916-2003)              | Demócrata                   | 3 de enero de 1971      | 30 de diciembre de 1978 (7 años, 11 meses y 27 días) |                                                                                       |                                              |
| Reelegido en 1976                         | 95.º          | Teno Roncalio (1916-2003)              | Demócrata                   | 3 de enero de 1971      | 30 de diciembre de 1978 (7 años, 11 meses y 27 días) |                                                                                       |                                              |
| Vacante                                   | Vacante       | Vacante                                | Vacante                     | 30 de diciembre de 1978 | 3 de enero de 1979 (4 días)                          |                                                                                       |                                              |
|                                           |               | Dick Cheney (1941-)                    | Republicano                 | 3 de enero de 1979      | 20 de marzo de 1989 (10 años, 2 meses y 17 días)     | Elegido en 1978                                                                       | 96.º                                         |
| Reelegido en 1980                         | 97.º          | Dick Cheney (1941-)                    | Republicano                 | 3 de enero de 1979      | 20 de marzo de 1989 (10 años, 2 meses y 17 días)     |                                                                                       |                                              |
| Reelegido en 1982                         | 98.º          | Dick Cheney (1941-)                    | Republicano                 | 3 de enero de 1979      | 20 de marzo de 1989 (10 años, 2 meses y 17 días)     |                                                                                       |                                              |
| Reelegido en 1984                         | 99.º          | Dick Cheney (1941-)                    | Republicano                 | 3 de enero de 1979      | 20 de marzo de 1989 (10 años, 2 meses y 17 días)     |                                                                                       |                                              |
| Reelegido en 1986                         | 100.º         | Dick Cheney (1941-)                    | Republicano                 | 3 de enero de 1979      | 20 de marzo de 1989 (10 años, 2 meses y 17 días)     |                                                                                       |                                              |
| Reelegido en 1988                         | 101.º         | Dick Cheney (1941-)                    | Republicano                 | 3 de enero de 1979      | 20 de marzo de 1989 (10 años, 2 meses y 17 días)     |                                                                                       |                                              |
| Vacante                                   | Vacante       | Vacante                                | Vacante                     | 20 de marzo de 1989     | 26 de abril de 1989 (1 mes y 6 días)                 |                                                                                       |                                              |
|                                           | 101.º         |                                        | Craig L. Thomas (1933-2007) | Republicano             | 26 de abril de 1989                                  | 3 de enero de 1995 (5 años, 8 meses y 7 días)                                         | Elegido para finalizar el mandato de Cheney. |
| Reelegido en 1990                         | 102.º         |                                        | Craig L. Thomas (1933-2007) | Republicano             | 26 de abril de 1989                                  | 3 de enero de 1995 (5 años, 8 meses y 7 días)                                         |                                              |
| Reelegido en 1992                         | 103.º         |                                        | Craig L. Thomas (1933-2007) | Republicano             | 26 de abril de 1989                                  | 3 de enero de 1995 (5 años, 8 meses y 7 días)                                         |                                              |
|                                           |               | Barbara Cubin (1946-)                  | Republicano                 | 3 de enero de 1995      | 3 de enero de 2009 (14 años)                         | Elegida en 1994                                                                       | 104.º                                        |
| Reelegida en 1996                         | 105.º         | Barbara Cubin (1946-)                  | Republicano                 | 3 de enero de 1995      | 3 de enero de 2009 (14 años)                         |                                                                                       |                                              |
| Reelegida en 1998                         | 106.º         | Barbara Cubin (1946-)                  | Republicano                 | 3 de enero de 1995      | 3 de enero de 2009 (14 años)                         |                                                                                       |                                              |
| Reelegida en 2000                         | 107.º         | Barbara Cubin (1946-)                  | Republicano                 | 3 de enero de 1995      | 3 de enero de 2009 (14 años)                         |                                                                                       |                                              |
| Reelegida en 2002                         | 108.º         | Barbara Cubin (1946-)                  | Republicano                 | 3 de enero de 1995      | 3 de enero de 2009 (14 años)                         |                                                                                       |                                              |
| Reelegida en 2004                         | 109.º         | Barbara Cubin (1946-)                  | Republicano                 | 3 de enero de 1995      | 3 de enero de 2009 (14 años)                         |                                                                                       |                                              |
| Reelegida en 2006                         | 110.º         | Barbara Cubin (1946-)                  | Republicano                 | 3 de enero de 1995      | 3 de enero de 2009 (14 años)                         |                                                                                       |                                              |
|                                           |               | Cynthia Lummis (1954-)                 | Republicano                 | 3 de enero de 2009      | 3 de enero de 2017 (8 años)                          | Elegida en 2008                                                                       | 111.º                                        |
| Reelegida en 2010                         | 112.º         | Cynthia Lummis (1954-)                 | Republicano                 | 3 de enero de 2009      | 3 de enero de 2017 (8 años)                          |                                                                                       |                                              |
| Reelegida en 2012                         | 113.º         | Cynthia Lummis (1954-)                 | Republicano                 | 3 de enero de 2009      | 3 de enero de 2017 (8 años)                          |                                                                                       |                                              |
| Reelegida en 2014                         | 114.º         | Cynthia Lummis (1954-)                 | Republicano                 | 3 de enero de 2009      | 3 de enero de 2017 (8 años)                          |                                                                                       |                                              |
|                                           |               | Liz Cheney (1966-)                     | Republicano                 | 3 de enero de 2017      | 3 de enero de 2023 (6 años)                          | Elegida en 2016                                                                       | 115.º                                        |
| Reelegida en 2018                         | 116.º         | Liz Cheney (1966-)                     | Republicano                 | 3 de enero de 2017      | 3 de enero de 2023 (6 años)                          |                                                                                       |                                              |
| Reelegida en 2020                         | 117.º         | Liz Cheney (1966-)                     | Republicano                 | 3 de enero de 2017      | 3 de enero de 2023 (6 años)                          |                                                                                       |                                              |
|                                           |               | Harriet Hageman (1962-)                | Republicano                 | 3 de enero de 2023      | Presente (2 años, 2 meses y 5 días)                  | Elegida en 2022                                                                       | 118.º                                        |